# Meistriliiga (Eishockey) 2004/05
Die Saison 2004/05 war die 15. Spielzeit der Meistriliiga, der höchsten estnischen Eishockeyspielklasse. Meister wurde der HK Stars Tallinn.

## Modus
In der Hauptrunde absolvierten die fünf Mannschaften jeweils 16 Spiele. Die vier bestplatzierten Mannschaften qualifizierten sich für die Playoffs, in denen der Meister ausgespielt wurde. Für einen Sieg nach regulärer Spielzeit erhielt jede Mannschaft drei Punkte, für einen Sieg nach Overtime zwei Punkte, bei einem Unentschieden und einer Niederlage nach Overtime gab es ein Punkt und bei einer Niederlage nach regulärer Spielzeit null Punkte.

## Hauptrunde
|    | Klub                      | Sp | S  | OTS | U | OTN | N  | Tore   | Punkte |
| -- | ------------------------- | -- | -- | --- | - | --- | -- | ------ | ------ |
| 1. | Tartu Välk 494            | 16 | 11 | 0   | 3 | 1   | 1  | 89:37  | 37     |
| 2. | HC Panter Tallinn         | 16 | 8  | 1   | 2 | 1   | 4  | 72:46  | 29     |
| 3. | Narva PSK                 | 16 | 8  | 1   | 2 | 0   | 5  | 68:45  | 28     |
| 4. | HK Stars Tallinn          | 16 | 7  | 0   | 1 | 0   | 8  | 80:61  | 22     |
| 5. | Kohtla-Järve Viru Sputnik | 16 | 0  | 0   | 0 | 0   | 16 | 27:147 | 0      |

Sp = Spiele, S = Siege, U = unentschieden, N = Niederlagen, OTS = Overtime-Siege, OTN = Overtime-Niederlage

## Playoffs

### Halbfinale
- Tartu Välk 494 – HK Stars Tallinn 1:2 (2:1, 2:4, 0:1)
- HC Panter Tallinn – Narva PSK 2:1 (4:3, 0:2, 3:1)

### Spiel um Platz 3
- Tartu Välk 494 – Narva PSK 1:2 (3:1, 2:5, 3:4)

### Finale
- HC Panter Tallinn – HK Stars Tallinn 1:3 (6:3, 3:5, 4:5 n. P., 2:5)